# Dick's Picks Volume 23
Dick's Picks Volume 23 je koncertní trojalbum americké rockové skupiny Grateful Dead, nahrané 17. září 1972 a vydané v roce 2001. Jedná se o třiadvacátou část série Dick's Picks.

## Seznam skladeb
| Disk 1 | Disk 1              | Disk 1                    | Disk 1 |
| Pořadí | Název               | Autor                     | Délka  |
| ------ | ------------------- | ------------------------- | ------ |
| 1.     | Promised Land       | Berry                     | 3:39   |
| 2.     | Sugaree             | Hunter, Garcia            | 7:59   |
| 3.     | Black-Throated Wind | Barlow, Weir              | 6:34   |
| 4.     | Friend of the Devil | Dawson, Hunter, Garcia    | 4:19   |
| 5.     | El Paso             | Robins                    | 5:11   |
| 6.     | Bird Song           | Hunter, Garcia            | 10:55  |
| 7.     | Big River           | Cash                      | 5:22   |
| 8.     | Tennessee Jed       | Hunter, Garcia            | 8:05   |
| 9.     | Mexicali Blues      | Barlow, Weir              | 3:57   |
| 10.    | China Cat Sunflower | Hunter, Garcia            | 5:18   |
| 11.    | I Know You Rider    | trad., arr. Grateful Dead | 6:16   |

| Disk 2 | Disk 2                                 | Disk 2                     | Disk 2 |
| Pořadí | Název                                  | Autor                      | Délka  |
| ------ | -------------------------------------- | -------------------------- | ------ |
| 1.     | Playing in the Band                    | Hunter, Hart, Weir         | 18:48  |
| 2.     | Casey Jones                            | Hunter, Garcia             | 6:12   |
| 3.     | Truckin'                               | Hunter, Garcia, Lesh, Weir | 12:19  |
| 4.     | Loser                                  | Hunter, Garcia             | 7:20   |
| 5.     | Jack Straw                             | Hunter, Weir               | 5:22   |
| 6.     | Mississippi Half-Step Uptown Toodleloo | Hunter, Garcia             | 8:38   |
| 7.     | Me and My Uncle                        | Phillips                   | 3:16   |

| Disk 3 | Disk 3                           | Disk 3           | Disk 3 |
| Pořadí | Název                            | Autor            | Délka  |
| ------ | -------------------------------- | ---------------- | ------ |
| 1.     | He's Gone                        | Hunter, Garcia   | 10:21  |
| 2.     | The Other One                    | Kreutzmann, Weir | 39:07  |
| 3.     | Sing Me Back Home                | Haggard          | 10:50  |
| 4.     | Sugar Magnolia/Sunshine Daydream | Hunter, Weir     | 9:25   |
| 5.     | Uncle John's Band                | Hunter, Garcia   | 7:22   |

## Sestava
- Jerry Garcia – sólová kytara, zpěv
- Bob Weir – rytmická kytara, zpěv
- Phil Lesh – baskytara, zpěv
- Keith Godchaux – piáno
- Donna Jean Godchaux – zpěv
- Bill Kreutzmann – bicí